# Dalocelownik
Dalcelownik - przyrząd optyczny umożliwiający obserwację otoczenia, poszukiwanie i wykrywanie celów, wyznaczenie kąta kursowego, kąta przechyłu i przybliżonego kąta biegu, a następnie przekazanie wypracowanych danych o celu do układu kontroli ognia.